# ويليام كيل
ويليام كيل (بالفرنسية: Jacques Bonhomme)‏ هو فلاح وثوري فرنسي، ولد في 1349 في بوفيه في فرنسا، وتوفي في 1358 في كليرمون (وايز) في فرنسا بسبب قطع الرأس.

## وصلات خارجية
- ويليام كيل على موقع الموسوعة البريطانية (الإنجليزية)